# Петар Волк
Петар Волк (Босански Петровац, 9. новембар 1931 — Београд, 4. децембар 2021) био је српски позоришни и филмски критичар, историчар и теоретичар словеначког порекла.

## Биографија
Рођен је 1931. године у Босанском Петровцу, завршио је 1949. године Гимназију у Бањој Луци. Дипломирао је књижевност на Филозофском факултету у Загребу, а филмску и позоришну естетику докторирао 1971. године је у Прагу. Универзитет уметности у Београду доделио му је 1986. године докторат наука из области историје филма.
Био је, поред осталог, директор Фестивала југословенског филма, Музеја позоришне уметности Србије и управник Југословенског драмског позоришта (1977-1981). На Факултету драмских уметности у Београду био је редовни професор и шеф Катедре за теорију и историју, председник управног одбора Института за филм.
Био је у браку са глумицом Мирјаном Коџић. Отац је Маје Волк.
Преминуо је 4. децембра 2021. године и сахрањен је у Алеји заслужних грађана на Новом гробљу у Београду.

## Дела (избор)
Аутор је преко 60 значајних књига о позоришној и филмској умјетности.
- Балада о трубама и маглама, Епоха Загреб, 1965.
- Естетика модерне анимације, Славија Београд, 1970.
- Слобода филма, Славија Београд, 1970.
- Опасне слике, Независна издања Београд, 1971.
- Моћ кризе, Институт за филм београд, 1972.
- Сведочење I, Независна издања Београд, 1973.
- Сведочење II, Књижевне новине Београд, 1975.
- Савремени југословенски филм, Институт за филм и Универзитет уметности Београд, 1982.[2]
- Позоришни живот у Србији 1944/1986, Београд, 1990.
- Позоришни живот у Србији 1835-1944, Факултет драмских уметности и Позоришни музеј Србије Београд, 1992.[3]
- Писци националног театра, Музеј позоришне уметности, Београд, 1995.
- Српски филм, Институт за филм Београд, 1996.
- Позориште и традиција (студије и есеји), Музеј позоришне уметности, Београд, 2000.
- 20. век српског филма, Институт за филм и Југословенска кинотека Београд, 2001.
- Жанка Стокић, Народно позориште, Београд, 2. допуњено издање, 203 стране. 2004.  978-86-84897-03-1.[4]
- Добрица Милутиновић, Београд : Народно позориште, (2. допуњено издање). 2005.  978-86-84897-09-3..
- Миливоје Живановић, Народно позориште, Београд, 365 страна. 2006.  978-86-84897-13-0..
- Између краја и почетка (Позоришни живот у Србији од 1986. до 2005. године), Музеј позоришне уметности Србије Београд, 2006.